# Serie A 2023-2024 (pallacanestro in carrozzina)
La Serie A 2023-2024 è la 47ª edizione del massimo campionato italiano di pallacanestro in carrozzina.
Le squadre partecipanti sono 11 e contendono all'Amicacci Abruzzo il titolo.

## Regolamento

### Formula
Le 11 squadre partecipanti vengono divise in base al ranking della stagione passata in due gironi all'italiana, dove si incontrano con partite d'andata e ritorno. Al termine della stagione regolare le prime quattro classificate di ogni girone sono ammesse ai play-off scudetto. I quarti di finale si giocano con un doppio confronto, semifinali e finale sono invece alla meglio delle tre gare. Le squadre classificate tra il quinto e il sesto posto del girone A e la quinta del girone del B disputeranno un concentramento con girone all'italiana per evitare la retrocessione, dove una squadra scenderà in Serie B.
Per la stagione viene confermata la regola degli abbattimenti di punteggio per Under 22 e giocatrici donne eleggibili per la Nazionale Italiana, strutturati in questo modo:
1. Under 22 esordiente uomo: 2 punti
2. Under 22 uomo: 1 punto
3. Over 22 esordiente uomo (1º anno): 1.5 punti
4. Over 22 esordiente uomo (2º anno): 1 punto

1. Esordiente donna (1º anno): 2.5 punti
2. Esordiente donna (2º anno): 2 punti
3. Abbattimento donna: 1.5 punti[2]

- Sono considerati Under 22 gli atleti nati dal 1 gennaio 2003 in poi

Punteggio massimo del quintetto in campo: 14.5 punti. In presenza di giocatori/trici con abbattimenti, il punteggio massimo del quintetto in gioco è 17.0 punti.
Inoltre ogni squadra potrà al massimo tesserare due giocatori extracomunitari e viene confermata la regola dell'obbligo di un giocatore italiano in campo: per tutta la gara le squadre devono schierare nel quintetto sempre in campo 1 giocatore eleggibile per la Nazionale Italiana.

## Stagione regolare

### Girone A

#### Classifica
Aggiornata al 5 dicembre 2022.
|  | Pos. | Squadra                                | PT | G  | V  | P  | PF  | PS  | Dif  | SD |
|  | ---- | -------------------------------------- | -- | -- | -- | -- | --- | --- | ---- | -- |
|  | 1.   | UnipolSai Briantea 84 Cantù            | 20 | 10 | 10 | 0  | 738 | 400 | +338 |    |
|  | 2.   | Santo Stefano KOS Group                | 16 | 10 | 8  | 2  | 812 | 459 | +353 |    |
|  | 3.   | Special Sport Bergamo Montello         | 10 | 10 | 5  | 5  | 578 | 593 | -15  | +2 |
|  | 4.   | Farmacia Pellicanò Reggio Calabria BIC | 10 | 10 | 5  | 5  | 521 | 615 | -94  | -2 |
|  | 5.   | GSD Porto Torres                       | 4  | 10 | 2  | 8  | 538 | 680 | -142 |    |
|  | 6.   | SSD Santa Lucia                        | 0  | 10 | 0  | 10 | 386 | 826 | -440 |    |

      Campione d'Italia.
      Ammesse ai playoff scudetto.
      Ammesse ai play-out
  Vincitrice del campionato italiano
  Vincitrice della Supercoppa italiana
  Vincitrice della Coppa Italia
Note:

#### Calendario
| 21 ott. 23 | 1ª giornata             | 2 dic. 23 |
| ---------- | ----------------------- | --------- |
| 73 - 25    | Cantù - Reggio Calabria | 67 - 36   |
| 61 - 65    | Porto Torres - Bergamo  | 47 - 67   |
| 29 - 100   | S. Lucia - S. Stefano   | 23 - 101  |

| 28 ott. 23 | 2ª giornata                | 9 dic. 23 |
| ---------- | -------------------------- | --------- |
| 99 - 28    | S. Stefano - Porto Torres  | 83 - 55   |
| 67 - 33    | Reggio Calabria - S. Lucia | 67 - 45   |
| 75 - 51    | Cantù - Bergamo            | 66 - 40   |

| 4 nov. 23 | 3ª giornata                  | 16 dic. 23 |
| --------- | ---------------------------- | ---------- |
| 90 - 48   | S. Stefano - reggio Calabria | 82 - 52    |
| 49 - 88   | Porto Torres - Cantù         | 34 - 68    |
| 37 - 80   | S. Lucia - Bergamo           | 47 - 82    |

| 21 ott. 23 | 1ª giornata             | 2 dic. 23 |
| ---------- | ----------------------- | --------- |
| 73 - 25    | Cantù - Reggio Calabria | 67 - 36   |
| 61 - 65    | Porto Torres - Bergamo  | 47 - 67   |
| 29 - 100   | S. Lucia - S. Stefano   | 23 - 101  |

| 28 ott. 23 | 2ª giornata                | 9 dic. 23 |
| ---------- | -------------------------- | --------- |
| 99 - 28    | S. Stefano - Porto Torres  | 83 - 55   |
| 67 - 33    | Reggio Calabria - S. Lucia | 67 - 45   |
| 75 - 51    | Cantù - Bergamo            | 66 - 40   |

| 4 nov. 23 | 3ª giornata                  | 16 dic. 23 |
| --------- | ---------------------------- | ---------- |
| 90 - 48   | S. Stefano - reggio Calabria | 82 - 52    |
| 49 - 88   | Porto Torres - Cantù         | 34 - 68    |
| 37 - 80   | S. Lucia - Bergamo           | 47 - 82    |

| 11 nov. 23 | 4ª giornata                    | 13 gen. 24 |
| ---------- | ------------------------------ | ---------- |
| 82 - 21    | Cantù - S. Lucia               | 81 - 42    |
| 53 - 36    | Reggio Calabria - Porto Torres | 68 - 62    |
| 32 - 88    | Bergamo - S. Stefano           | 54 - 67    |

| 25 nov. 23 | 5ª giornata               | 20 gen. 24 |
| ---------- | ------------------------- | ---------- |
| 51 - 68    | S. Stefano - Cantù        | 51 - 70    |
| 53 - 44    | Reggio Calabria - Bergamo | 52 - 63    |
| 49 - 82    | S. Lucia - Porto Torres   | 40 - 84    |

| 11 nov. 23 | 4ª giornata                    | 13 gen. 24 |
| ---------- | ------------------------------ | ---------- |
| 82 - 21    | Cantù - S. Lucia               | 81 - 42    |
| 53 - 36    | Reggio Calabria - Porto Torres | 68 - 62    |
| 32 - 88    | Bergamo - S. Stefano           | 54 - 67    |

| 25 nov. 23 | 5ª giornata               | 20 gen. 24 |
| ---------- | ------------------------- | ---------- |
| 51 - 68    | S. Stefano - Cantù        | 51 - 70    |
| 53 - 44    | Reggio Calabria - Bergamo | 52 - 63    |
| 49 - 82    | S. Lucia - Porto Torres   | 40 - 84    |

### Girone B

#### Classifica
Aggiornata al 5 dicembre 2022.
|  | Pos. | Squadra                           | PT | G | V | P | PF  | PS  | Dif  | SD  |
|  | ---- | --------------------------------- | -- | - | - | - | --- | --- | ---- | --- |
|  | 1.   | Amicacci Abruzzo                  | 14 | 8 | 7 | 1 | 487 | 342 | +145 | +10 |
|  | 2.   | Dinamo Lab Banco di Sardegna      | 14 | 8 | 7 | 1 | 502 | 350 | +152 | -10 |
|  | 3.   | Menarini Wheelchair Sport Firenze | 6  | 8 | 3 | 5 | 444 | 448 | -4   |     |
|  | 4.   | Crich PDM Treviso                 | 4  | 8 | 2 | 4 | 373 | 512 | -139 |     |
|  | 5.   | Comes Boys Taranto                | 2  | 8 | 1 | 7 | 344 | 498 | -154 |     |

      Campione d'Italia.
      Ammesse ai playoff scudetto.
      Ammesse ai play-out
  Vincitrice del campionato italiano
  Vincitrice della Supercoppa italiana
  Vincitrice della Coppa Italia
Note:

#### Calendario
| 21 ott. 23 | 1ª giornata          | 2 dic. 23 |
| ---------- | -------------------- | --------- |
| 54 - 66    | Taranto - Treviso    | 59 - 62   |
| 56 - 38    | Giulianova - Firenze | 72 - 61   |
|            | Sassari Riposa       |           |

| 28 ott. 23 | 2ª giornata          | 9 dic. 23 |
| ---------- | -------------------- | --------- |
| 70 - 23    | Sassari - Taranto    | 59 - 32   |
| 36 - 70    | Treviso - Giulianova | 33 - 58   |
|            | Firenze Riposa       |           |

| 4 nov. 23 | 3ª giornata       | 16 dic. 23 |
| --------- | ----------------- | ---------- |
| 47 - 70   | Treviso - Sassari | 39 - 75    |
| 39 - 58   | Taranto - Firenze | 58 - 57    |
|           | Giulianova Riposa |            |

| 21 ott. 23 | 1ª giornata          | 2 dic. 23 |
| ---------- | -------------------- | --------- |
| 54 - 66    | Taranto - Treviso    | 59 - 62   |
| 56 - 38    | Giulianova - Firenze | 72 - 61   |
|            | Sassari Riposa       |           |

| 28 ott. 23 | 2ª giornata          | 9 dic. 23 |
| ---------- | -------------------- | --------- |
| 70 - 23    | Sassari - Taranto    | 59 - 32   |
| 36 - 70    | Treviso - Giulianova | 33 - 58   |
|            | Firenze Riposa       |           |

| 4 nov. 23 | 3ª giornata       | 16 dic. 23 |
| --------- | ----------------- | ---------- |
| 47 - 70   | Treviso - Sassari | 39 - 75    |
| 39 - 58   | Taranto - Firenze | 58 - 57    |
|           | Giulianova Riposa |            |

| 11 nov. 23 | 4ª giornata          | 13 gen. 24 |
| ---------- | -------------------- | ---------- |
| 56 - 62    | Firenze - Sassari    | 48 - 71    |
| 71 - 33    | Giulianova - Taranto | 55 - 46    |
|            | Treviso Riposa       |            |

| 25 nov. 23 | 5ª giornata          | 20 gen. 24 |
| ---------- | -------------------- | ---------- |
| 63 - 43    | Sassari - Giulianova | 32 - 62    |
| 58 - 51    | Firenze - Treviso    | 68 - 39    |
|            | Taranto Riposa       |            |

| 11 nov. 23 | 4ª giornata          | 13 gen. 24 |
| ---------- | -------------------- | ---------- |
| 56 - 62    | Firenze - Sassari    | 48 - 71    |
| 71 - 33    | Giulianova - Taranto | 55 - 46    |
|            | Treviso Riposa       |            |

| 25 nov. 23 | 5ª giornata          | 20 gen. 24 |
| ---------- | -------------------- | ---------- |
| 63 - 43    | Sassari - Giulianova | 32 - 62    |
| 58 - 51    | Firenze - Treviso    | 68 - 39    |
|            | Taranto Riposa       |            |

## Play-off

### Tabellone
|  | Quarti di finale | Quarti di finale                       | Quarti di finale | Quarti di finale |  |  | Semifinali | Semifinali          | Semifinali         | Semifinali    | Semifinali    |    |    | Finale          | Finale              | Finale            | Finale          | Finale          |  |
|  |                  |                                        |                  |                  |  |  |            |                     |                    |               |               |    |    |                 |                     |                   |                 |                 |  |
|  | 1A               | Briantea 84 Cantù                      | 77               | 87               |  |  |            |                     |                    |               |               |    |    |                 |                     |                   |                 |                 |  |
|  | 4B               | PDM Treviso                            | 37               | 36               |  |  | 1A         | Briantea 84 Cantù   | Briantea 84 Cantù  | 70            | 65            |    |    |                 |                     |                   |                 |                 |  |
|  | 2B               | Dinamo Lab Sassari                     | 60               | 76               |  |  | 2B         | Dinamo Lab Sassari  | Dinamo Lab Sassari | 59            | 54            |    |    |                 |                     |                   |                 |                 |  |
|  | 3A               | Special Sport Bergamo Montello         | 48               | 46               |  |  |            |                     |                    |               |               |    |    | 1A              | Briantea 84 Cantù   | Briantea 84 Cantù | 72              | 56              |  |
|  | 1B               | Amicacci Giulianova                    | 69               | 76               |  |  |            |                     | 2A                 | Santo Stefano | Santo Stefano | 68 | 46 |                 |                     |                   |                 |                 |  |
|  | 4A               | Farmacia Pellicanò Reggio Calabria BIC | 51               | 50               |  |  | 1B         | Amicacci Giulianova | 69                 | 68            | 49            |    |    |                 |                     |                   |                 |                 |  |
|  | 2A               | Santo Stefano                          | 69               | 70               |  |  | 2A         | Santo Stefano       | 65                 | 71            | 64            |    |    |                 |                     |                   |                 |                 |  |
|  | 3B               | Menarini Wheelchair Firenze            | 46               | 48               |  |  |            |                     |                    |               |               |    |    | Finale 3º posto | Finale 3º posto     | Finale 3º posto   | Finale 3º posto | Finale 3º posto |  |
|  |                  |                                        |                  |                  |  |  |            |                     |                    |               |               |    |    |                 |                     |                   |                 |                 |  |
|  |                  |                                        |                  |                  |  |  |            |                     |                    |               |               |    |    | 1B              | Amicacci Giulianova | 60                | 56              | 61              |  |
|  |                  |                                        |                  |                  |  |  |            |                     |                    |               |               |    |    | 2B              | Dinamo Lab Sassari  | 63                | 55              | 70              |  |

### Quarti di finale
Ogni serie si gioca con la formula del doppio confronto su andata e ritorno e con la differenza canestri come discriminante in caso di parità.

#### Cantù - Treviso
| Arbitri: | Saule Figus |

|                     |            |                 |
| Favretto 12         | Punti      | 16 Sbuelz       |
| Massimiliano Cricco | Allenatori | Josef Jaglowski |

| Arbitri: | Di Mauro Mucella |

|                 |            |                     |
| Carossino 21    | Punti      | 16 Favretto         |
| Carossino 7     | Assist     | 3 Tosatto           |
| Geninazzi 7     | Rimbalzi   | 6 Favretto          |
| Josef Jaglowski | Allenatori | Massimiliano Cricco |

#### Sassari - Bergamo
| Bergamo 10 febbraio 2024, ore 15:30 | Special Sport Bergamo Montello | 48 – 60 (17-19, 27-33, 37-47) | Dinamo Lab Sassari | Centro Sportivo Italcementi |
| \| \| \| \| \| Miceli, Silva 14 \| Punti \| 16 Spanu \| \| \| Rimbalzi \| 10 Ghione \| \| Ilario Narra \| Allenatori \| Mathew Foden \| |                                |                               |                    |                             |
| |                                |                               |                    |                             |
| Miceli, Silva 14 | Punti                          | 16 Spanu                      |                    |                             |
| | Rimbalzi                       | 10 Ghione                     |                    |                             |
| Ilario Narra | Allenatori                     | Mathew Foden                  |                    |                             |

| Arbitro: | Uldanck |

|              |            |              |
| Bellers 18   | Punti      | 9 Gabas      |
| McIntyre 7   | Assist     | 5 Miceli     |
| Bellers 9    | Rimbalzi   | 5 Miceli     |
| Mathew Foden | Allenatori | Ilario Narra |

#### Giulianova - Reggio Calabria
| Arbitri: | Ascione Lastella |

|                    |            |                 |
| Ivanov 16          | Punti      | 24 Brown        |
|                    | Rimbalzi   | 9 Brown         |
| Antonio Cugliandro | Allenatori | Carlo Di Giusto |

| Giulianova 24 febbraio 2024, ore 14:30 | Amicacci Giulianova | 76 – 50            | Farmacia Pellicanò Reggio Calabria BIC | PalaCastrum |
| \| \| \| \| \| Brown 17 \| Punti \| 17 Da Costa \| \| Barbibay 7 \| Assist \| \| \| Brown 8 \| Rimbalzi \| \| \| Carlo Di Giusto \| Allenatori \| Antonio Cugliandro \| |                     |                    |                                        |             |
| |                     |                    |                                        |             |
| Brown 17 | Punti               | 17 Da Costa        |                                        |             |
| Barbibay 7 | Assist              |                    |                                        |             |
| Brown 8 | Rimbalzi            |                    |                                        |             |
| Carlo Di Giusto | Allenatori          | Antonio Cugliandro |                                        |             |

#### Santo Stefano - Firenze
| Firenze 10 febbraio 2024, ore 15:30                                                                   | Menarini Wheelchair Firenze | 46 – 69 (21-13, 27-28, 36-52) | Santo Stefano | PalaCoverciano |
| \| \| \| \| \| \| Punti \| 26 Giaretti \| \| Fabio Castellucci \| Allenatori \| Roberto Ceriscioli \| |                             |                               |               |                |
| |                             |                               |               |                |
| | Punti                       | 26 Giaretti                   |               |                |
| Fabio Castellucci                                                                                     | Allenatori                  | Roberto Ceriscioli            |               |                |

| Arbitri: | Guerrini Rambelli Bertaccini |

|                        |            |                   |
| Bedzeti 21             | Punti      | 18 Chakir         |
| Bedzeti 3              | Assist     | 3 Cini            |
| Bedzeti, De Miranda 10 | Rimbalzi   | 7 Chakir          |
| Roberto Ceriscioli     | Allenatori | Fabio Castellucci |

### Semifinali
Ogni serie si gioca al meglio delle 3 partite, con gara-2 e l'eventuale gara-3 in casa della miglior classificata.

#### Cantù - Sassari
| Arbitro: | De Mattia |

|               |            |                 |
| Esteche 16    | Punti      | 25 Carossino    |
| Esteche 9     | Assist     | 12 Serio        |
| Diene 6       | Rimbalzi   | 11 Serio        |
| Matthew Foden | Allenatori | Josef Jaglowski |

| Arbitri: | Zamponi Di Piazza |

|                 |            |              |
| Berdun 21       | Punti      | 17 Bellers   |
| Ruggeri 5       | Assist     | 4 Lindblom   |
| Carossino 12    | Rimbalzi   | 8 Bellers    |
| Josef Jaglowski | Allenatori | Mathew Foden |

#### Giulianova - Santo Stefano
| Arbitri: | Graziani Penzo |

|                     |            |                 |
| Giaretti 22         | Punti      | 22 Brown        |
| Raimondi 4          | Assist     | 8 Barbibay      |
| Bedzeti, Giaretti 5 | Rimbalzi   | 11 Benvenuto    |
| Roberto Ceriscioli  | Allenatori | Carlo Di Giusto |

| Arbitri: | Palazzo Rambelli |

|                 |            |                    |
| Brown 22        | Punti      | 27 Bedzeti         |
| Barbibay 10     | Assist     | 7 Giaretti         |
| Benvenuto 11    | Rimbalzi   | 16 Bedzeti         |
| Carlo Di Giusto | Allenatori | Roberto Ceriscioli |

| Arbitri: | De Mattia Uldank |

|                     |            |                    |
| Benvenuto 17        | Punti      | 26 Giaretti        |
| Barbibay 7          | Assist     | 5 Giaretti         |
| Benvenuto, Brown 10 | Rimbalzi   | 10 Bedzeti         |
| Carlo Di Giusto     | Allenatori | Roberto Ceriscioli |

### Finale
La serie si gioca al meglio delle 3 partite, con gara-2 e l'eventuale gara-3 in casa della miglior classificata.
| Arbitri: | De Mattia Rambelli Di Piazza |

|                    |            |                 |
| Bedzeti 26         | Punti      | 38 De Maggi     |
| Giaretti 7         | Assist     | 6 Berdun        |
| Bedzeti 9          | Rimbalzi   | 12 Carossino    |
| Roberto Ceriscioli | Allenatori | Josef Jaglowski |

| Arbitri: | Penzo Palazzo Uldanck |

| |            | |
| Carossino 19 | Punti      | 13 Bedzeti, Giaretti |
| Berdun 5 | Assist     | 4 Bedzeti |
| Berdun. Carossino 9 | Rimbalzi   | 13 Bedzeti |
| 00 Sbuelz• 7 Patzwald• 14 Berdun• 22 Carossino• 26 De Maggi 0 Makram• 9 Tomaselli• 10 Santorelli• 11 Serio• 19 Geninazzi• 30 Ruggeri• 55 Carrigill | Formazioni | 4 Raimondi• 8 Tanghe• 12 Veloce• 16 Giaretti• 29 Bedzeti 0 Barbe• 6 Buso• 7 Balsamo• 13 De Miranda• 15 La Terra• 24 Ramos |
| Josef Jaglowski | Allenatori | Roberto Ceriscioli |

### Finale 3º posto
| Arbitro: | Delle Cese |

|                   |            |                 |
| Bellers 18        | Punti      | 17 Brown        |
| Lindblom 9        | Assist     | 11 Barbibay     |
| Diene, Lindblom 9 | Rimbalzi   | 10 Brown        |
| Matthew Foden     | Allenatori | Carlo Di Giusto |

| Giulianova 23 marzo 2024, ore 16:00 | Amicacci Giulianova | 56 – 55       | Dinamo Lab Sassari | PalaCastrum |
| \| \| \| \| \| Brown, Cavagnini 16 \| Punti \| 13 Lindblom \| \| Barbibay 7 \| Assist \| \| \| Cavagnini 11 \| Rimbalzi \| \| \| Carlo Di Giusto \| Allenatori \| Matthew Foden \| |                     |               |                    |             |
| |                     |               |                    |             |
| Brown, Cavagnini 16 | Punti               | 13 Lindblom   |                    |             |
| Barbibay 7 | Assist              |               |                    |             |
| Cavagnini 11 | Rimbalzi            |               |                    |             |
| Carlo Di Giusto | Allenatori          | Matthew Foden |                    |             |

| Giulianova 24 marzo 2024, ore 9:00 | Amicacci Giulianova | 61 – 70       | Dinamo Lab Sassari | PalaCastrum |
| \| \| \| \| \| Barbibay 20 \| Punti \| 14 Bellers \| \| Barbibay 7 \| Assist \| \| \| Cavagnini 8 \| Rimbalzi \| \| \| Carlo Di Giusto \| Allenatori \| Matthew Foden \| |                     |               |                    |             |
| |                     |               |                    |             |
| Barbibay 20 | Punti               | 14 Bellers    |                    |             |
| Barbibay 7 | Assist              |               |                    |             |
| Cavagnini 8 | Rimbalzi            |               |                    |             |
| Carlo Di Giusto | Allenatori          | Matthew Foden |                    |             |

## Cross-over 5º-8º posto
Ogni serie si gioca con la formula del doppio confronto su andata e ritorno e con la differenza canestri come discriminante in caso di parità.

### Tabellone
|  | Semifinali 5º-8º posto | Semifinali 5º-8º posto                 | Semifinali 5º-8º posto | Semifinali 5º-8º posto | Semifinali 5º-8º posto |  |  | Finale 5º posto | Finale 5º posto                        | Finale 5º posto | Finale 5º posto | Finale 5º posto |  |
|  |                        |                                        |                        |                        |                        |  |  |                 |                                        |                 |                 |                 |  |
|  | 3A                     | Special Sport Bergamo Montello         | 63                     | 63                     | 126                    |  |  |                 |                                        |                 |                 |                 |  |
|  | 4B                     | PDM Treviso                            | 47                     | 56                     | 103                    |  |  | 3A              | Special Sport Bergamo Montello         | 62              | 48              | 110             |  |
|  | 3B                     | Menarini Wheelchair Firenze            | 56                     | 72                     | 128                    |  |  | 3B              | Menarini Wheelchair Firenze            | 87              | 51              | 138             |  |
|  | 4A                     | Farmacia Pellicanò Reggio Calabria BIC | 41                     | 49                     | 90                     |  |  |                 |                                        |                 |                 |                 |  |
|  |                        |                                        |                        |                        |                        |  |  |                 |                                        |                 |                 |                 |  |
|  |                        |                                        |                        |                        |                        |  |  | Finale 7º posto |                                        |                 |                 |                 |  |
|  |                        |                                        |                        |                        |                        |  |  |                 |                                        |                 |                 |                 |  |
|  |                        |                                        |                        |                        |                        |  |  | 4A              | Farmacia Pellicanò Reggio Calabria BIC | 58              | 68              | 126             |  |
|  |                        |                                        |                        |                        |                        |  |  | 4B              | PDM Treviso                            | 53              | 41              | 94              |  |

### Semifinali

#### Bergamo - Treviso
| Treviso 2 marzo 2024, ore 17:00                                     | PDM Treviso | 47 – 63 (10-15, 19-36, 28-49) | Special Sport Bergamo Montello | Palestra di Sant’Antonino |
| \| \| \| \| \| Massimiliano Cricco \| Allenatori \| Ilario Narra \| |             |                               |                                |                           |
|                                                                     |             |                               |                                |                           |
| Massimiliano Cricco                                                 | Allenatori  | Ilario Narra                  |                                |                           |

| Arbitri: | Lastella Matarazzo |

|              |            |                     |
| Gabas 20     | Punti      | 17 Favretto         |
| Gabas 6      | Assist     | 5 Slapnicar         |
| Gabas 16     | Rimbalzi   | 11 Favretto         |
| Ilario Narra | Allenatori | Massimiliano Cricco |

#### Firenze - Reggio Calabria
| Reggio Calabria 2 marzo 2024, ore 14:00 | Farmacia Pellicanò Reggio Calabria BIC | 41 – 56 (10-20, 19-39, 32-47) | Menarini Wheelchair Firenze | PalaCalafiore |
| \| \| \| \| \| Sripirom 10 \| Punti \| 19 Hosseini \| \| Di Piazza \| Assist \| Barbagallo \| \| Antonio Cugliandro \| Allenatori \| Fabio Castellucci \| |                                        |                               |                             |               |
| |                                        |                               |                             |               |
| Sripirom 10 | Punti                                  | 19 Hosseini                   |                             |               |
| Di Piazza | Assist                                 | Barbagallo                    |                             |               |
| Antonio Cugliandro | Allenatori                             | Fabio Castellucci             |                             |               |

| Arbitri: | Scarlassare Brambilla Alvarez |

|                          |            |                    |
| Innocenti, Scandolaro 14 | Punti      | 18 Sripirom        |
| Scandolaro 9             | Assist     | 4 Sripirom         |
| Innocenti 8              | Rimbalzi   | 12 Sripirom        |
| Fabio Castellucci        | Allenatori | Antonio Cugliandro |

### Finale 5º posto
| Arbitri: | Graziani Borsani |

|                   |            |              |
| Innocenti 34      | Punti      | 20 Gabas     |
| Innocenti 6       | Assist     | 8 Gabas      |
| Innocenti 11      | Rimbalzi   | 10 Gabas     |
| Fabio Castellucci | Allenatori | Ilario Narra |

| Arbitri: | Barbagallo Scarlassare |

|                  |            |                                                |
| Gabas, Silva 20  | Punti      | 14 Bassoli                                     |
| Gabas, Miceli 4  | Assist     | 1 Bassoli, Chakir, Cini, Innocenti, Scandolaro |
| Gabas 11         | Rimbalzi   | 8 Chakir, Cini                                 |
| Domenico Canfora | Allenatori | Fabio Castellucci                              |

### Finale 7º posto
| Arbitri: | Volpe Figus |

|                      |            |                    |
| Casagrande 23        | Punti      | 21 Sripirom        |
| Slapnicar, Tosatto 4 | Assist     | 2 Sripirom         |
| Casagrande 16        | Rimbalzi   | 17 Sripirom        |
| Massimiliano Cricco  | Allenatori | Antonio Cugliandro |

| Arbitri: | Mucella Di Mauro |

|                    |            |               |
| Ivanov 16          | Punti      | 18 Casagrande |
| Antonio Cugliandro | Allenatori | Sandro Giro   |

## Play-out
Le partite del concentramento retrocessione si sono disputate tra il 10 e l'11 febbraio a Porto Torres.

### Classifica
| Pos | Squadra            | G | V | P | PF  | PS  | DP  | Qualificazione                   |  | CBT   | PTO | SLR   |
| --- | ------------------ | - | - | - | --- | --- | --- | -------------------------------- |  | ----- | --- | ----- |
| 1   | Comes Boys Taranto | 2 | 2 | 0 | 152 | 122 | +30 | Qualificate alla Serie A 2024-25 |  | —     |     |       |
| 2   | GSD Porto Torres   | 2 | 1 | 1 | 158 | 133 | +25 | Qualificate alla Serie A 2024-25 |  | 69–78 | —   | 89–55 |
| 3   | Santa Lucia Roma   | 2 | 0 | 2 | 108 | 163 | −55 | Retrocessa in Serie B            |  | 53–74 |     | —     |